# آفریدگان پرومتئوس
آفریدگان پرومِتِئوس (آلمانی: Die Geschöpfe des Prometheus) اپوس ۴۳، یک بالت اثر لودویک فان بتهوون است که در سال ۱۸۰۱، به دنبال یک لیبرتو که توسط «سالواتوره ویگانو» (طراح رقص و آهنگساز ایتالیایی) نوشته شده‌بود، ساخته شده‌است. این باله در ۲۸ مارس ۱۸۰۱ در سالن بورگ‌تئاتر در وین به نمایش درآمد و ۲۸ اجرا داشت. همچنین این اثر در ۱۴ ژوئن ۱۸۰۸، در «تاتر پارک» نیویورک به نمایش درآمد که یکی از اولین آثار کاملِ بتهوون است که در ایالات متحده آمریکا اجرا شد. همچنین این اثر تنها باله از ساخته‌های بتهوون است.

## تاریخچه

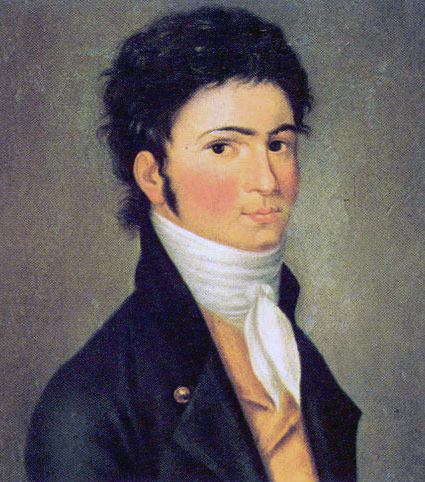
پرترهٔ بتهوونِ جوان (۱۸۰۱)، اثرِ کارل تراوگُت ریدل.

سالواتوره ویگانو تعهد داشت اثری را برای اجرا در حضور ماریا ترزا شهبانوی اتریش در «تاتر وین» ارایه دهد و از موضوعی به‌نام پرومتئوس به‌عنوان تمثیل استفاده کند.
از آنجا که وی برای این اثر و اجرای آن اهمیت زیادی قائل بود، تصمیم گرفت از بتهوون بخواهد که به جای او این طرح را آهنگسازی کند. بتهوون این کار را پذیرفت و آنرا در دو پرده تصنیف کرد، به گونه‌ای که شامل یک اورتور، پانزده قطعه و یک فینال است.

## طرح باله
این باله تمثیلی از داستانی افسانه‌ای به‌نام پرومتئوس است که برای آفرینش انسان از گل، آتش را از زئوس دزدیده‌است. پرومتئوس بشر را در جهل می‌دید و می‌خواست ایده‌های علمی و هنری خود را به انسان‌ها معرفی کند و این امر با افکار بتهوون همخوانی داشت که حامی عصر روشنگری در آن زمان بود. پرومتئوس دو مجسمه ساخت و با آتشی که ربوده بود، به آنها جان داد. او آفریدگان خود را به آپولون خدای هنر معرفی کرد و آنان را نزد وی فرستاد تا زیبایی‌شناسی و فنون هنری را به آنها بیاموزد. همچنین به آریون و اورفئوس برای آموزش موسیقی، به ملپومنه و تالیا برای آموزش تراژدی و کمدی فرمان داد که این کار را انجام دهند. سپس آنان با ترپسیکور ملاقات می‌کنند تا با رقص روستایی همراه با پن آشنا شوند و در ادامه، دیونیسوس به آنها رقص قهرمانانه می‌آموزد. اما سرانجام با دستور زئوس، پرومتئوس به جرم سرقت آتش محکوم و در کوه قاف زنجیر شد و سرانجام عقابی قلب او را درید.

## محتوا و قطعات
بتهوون برای این افسانه یک اورتور و ۱۶ قطعه تصنیف کرده که اورتور آن از معروفیت بیشتری برخوردار است. این اورتور را به سبک ایتالیایی بیشتر نزدیک می‌دانند و آن را به آثار روسینی تشبیه می‌کنند و این در حالی است که هنگام خلق این اثر توسط بتهوون، روسینی فقط ۸ سال داشت. به گفتهٔ «لوئیز لاک‌وود» (موسیقی‌دان و بتهوون‌شناس آمریکایی)، موسیقی بتهوون برای این باله «آسان‌تر و سبک‌تر از دیگر موسیقی‌های سالنِ کنسرت است». به همین دلیل این اثر در سال‌های ۱۸۰۱ و ۱۸۰۲ بارها اجرا شد و بتهوون را بر آن داشت تا با عجله به انتشار یک تنظیم جدید از آن برای پیانو بپردازد تا از محبوبیت اولیهٔ این اثر بیشترین بهره را ببرد. بتهوون بعدها موومان چهارم از سمفونی شماره ۳ و «واریاسیون‌های قهرمانانه» برای پیانو را بر اساس تم اصلی یکی از شماره‌های این باله (شماره ۱۶)، بنا کرد.
نمایشِ باله شامل دو پرده است که پس از اورتور و مقدمه، این شماره‌ها اجرا می‌شوند که پردۀ اول شامل ۳ شماره است:
1. پوکو آداجیو
2. آداجیو - آلگرو کن بریو
3. منوئه

پردۀ دوم شامل ۱۳ شمارهٔ دیگر است:
1. ماستوسو - آندانته
2. آداجیو - آندانته کواسی آلگرتو
3. اون پوکو آداجیو - آلگرو
4. گراوِ
5. آلگرو کن بریو - پِرِستو
6. آداجیو - آلگرو مولتو
7. پاستورال
8. آندانته
9. ماستوسو
10. آلگرو
11. آندانته - آداجیو
12. آنداتینو - آداجیو
13. فینال

این باله مستلزمِ استفاده از چنگ و کرباست در میان سازهای ارکسترال است، سازهایی که بتهوون به‌ندرت برای آنها پارتیتور می‌نوشت.

## یادداشت
1. ↑  Salvatore Viganò
2. ↑  Park Theatre
3. ↑  Carl Traugott Riedel
4. ↑   Leila Storch
5. ↑  William McColl
6. ↑  Anita Cummings
7. ↑  Lewis Lockwood
8. ↑  Eroica Variations